# نظرية المجموعات

مخطط فن مبينا تقاطع مجموعتين.

نظرية المجموعات (بالإنجليزية: Set theory) هو فرع من علم المنطق الرياضي. تهتم تلك النظرية بدراسة المجموعات والتي هي تجميع لكائنات رياضية مجردة والعمليات المطبقة عليها، وتشكل إحدى أهم ركائز الرياضيات الحديثة.
كانت بداية الاهتمام بهذا العلم والعمل على دراسته بالقرن التاسع عشر عندما بداه جورج كانتور وريتشارد ديدكايند. وعلى اثر اكتشاف تناقضات عديدة في نظرية المجموعات الأساسية، اقتُرحت العديد من الانظمة البديهية لتجاوز هذه التناقضات ومن هذه كان نظام زيرملو-فرانكلن مع بديهية الاختيار افضلها على الإطلاق.

## تعاريف اساسية

### علاقة التابعية (الانتماء)
أحد أهم المصطلحات الاساسية في نظرية المجموعة هي التابعية، نقول أن الشيء {\displaystyle o} تابع (ينتمي) للمجموعة {\displaystyle A} ونرمز لذلك بـ {\displaystyle o\in A} إذا كان أحد أعضاء المجموعة {\displaystyle A}. وهذا المصطلح هو علاقة ثنائية وقد تكون بين المجموعات كذلك.

### علاقة الجزئية
علاقة ثنائية أخرى بين المجموعات هي علاقة المجموعة الجزئية وهي مشتقة من علاقة التابعية: نقول أن {\displaystyle A} هي مجموعة جزئية للمجموعة {\displaystyle B} إذا كل عضو {\displaystyle a\in A} تابع أيضا للمجموعة {\displaystyle B} أي: {\displaystyle a\in B}. نرمز لهذه العلاقة بالشكل التالي: {\displaystyle A\subseteq B} ونقول أيضا:A ضمن B. إذا تحقق أيضا أنَّ {\displaystyle A\neq B} حينها نقول ان المجموعة A مجموعة جزئية فعلية للمجموعة B. ونرمز لذلك بالشكل التالي: {\displaystyle A\varsubsetneq B}.و نقول أيضا:A ضمن B قطعا.

### علاقة الاتحاد

دائرة واحدة ترمز للمجموعة A ودائرة ثانية ترمز للمجموعة B والمساحة الحمراء ترمز إلى اتحاد المجموعتين.

عملية اتحاد مجموعتين A وB يرمز لها بـ {\displaystyle A\cup B} ونتيجتها هي مجموعة جديدة تحوي العناصر التي تنتمي لأي واحدة من المجموعتين A أو B.
أي أن عنصر x ينتمي إلى {\displaystyle A\cup B} إذا وفقط إذا x ينتمي إلى A أو x ينتمي إلى B
بالرموز: {\displaystyle x\in A\cup B\Leftrightarrow x\in A\lor x\in B}
- مثال لاتحاد مجموعتين منتهيتين: {\displaystyle A=\{1,2,3,4\},B=\{3,4,5,6\}\Rightarrow A\cup B=\{1,2,3,4,5,6\}}
- مثال لاتحاد مجموعة منتهية ومجموعة غير منتهية: {\displaystyle A=\mathbb {N} ,B=\{-3,-7,5\}\Rightarrow A\cup B=\{-3,-7,0,1,2,3,...\}}
- مثال لاتحاد مجموعتين غير منتهيتين: {\displaystyle A=\mathbb {N} ,B=\{0,-1,-2,-3,...\}\Rightarrow A\cup B=\mathbb {Z} }
- مثال مع المجموعة الخالية: {\displaystyle A=\{x,y\},B=\emptyset \Rightarrow A\cup B=\{x,y\}}

### علاقة التقاطع

دائرة واحدة ترمز للمجموعة A ودائرة ثانية ترمز للمجموعة B والمساحة الحمراء ترمز إلى تقاطع المجموعتين.

عملية تقاطع مجموعتين A وB يرمز لها بـ {\displaystyle A\cap B} ونتيجتها هي مجموعة جديدة تحوي العناصر المشتركة بين A وB.
أي أن عنصر x ينتمي إلى {\displaystyle A\cap B} إذا وفقط إذا x ينتمي إلى A وأيضاً x ينتمي إلى B.
بالرموز: {\displaystyle x\in A\cap B\Leftrightarrow x\in A\land x\in B}
- مثال لتقاطع مجموعتين منتهيتين: {\displaystyle A=\{1,2,3,4\},B=\{3,4,5,6\}\Rightarrow A\cap B=\{3,4\}}
- مثال لتقاطع مجموع منتهية ومجموعة غير منتهية: {\displaystyle A=\mathbb {N} ,B=\{-3,1,17\}\Rightarrow A\cap B=\{1,17\}}
- مثال لتقاطع مجموعتين غير منتهيتين: {\displaystyle A=\mathbb {Z} ,B=\mathbb {N} \Rightarrow A\cap B=\mathbb {N} }
- مثال مع المجموعة الخالية: {\displaystyle A=\{x,y\},B=\emptyset \Rightarrow A\cap B=\emptyset }

مثال لمجموعة متممة: إذا كانت س

### علاقة الفرق

دائرة واحدة ترمز للمجموعة A ودائرة ثانية ترمز للمجموعة B والمساحة الحمراء ترمز إلى الفرق المتماثل بين المجموعتين.

عملية الفرق بين مجموعتين A وB يرمز لها بـ {\displaystyle (A-B)} ونتيجتها هي مجموعة جديدة تحوي العناصر التي تنتمي إلى A ولا تنتمي إلى B.
أي أن عنصر x ينتمي إلى {\displaystyle (A-B)} إذا وفقط إذا x ينتمي إلى A وأيضاً x لا ينتمي إلى B
بالرموز: {\displaystyle x\in (A-B)\Leftrightarrow x\in A\land x\notin B}
أمثلة:
- {\displaystyle A=\{1,2,3,4,5,6\},B=\{3,5\}\Rightarrow (A-B)=\{1,2,4,6\}}
- الأعداد الفردية == {\displaystyle \Rightarrow (A-B)} الأعداد الزوجية = B، الأعداد الطبيعية == A
- {\displaystyle A=\mathbb {N} ,B=\{-7,0,1\}\Rightarrow (A-B)=\{2,3,4,...\}}
- {\displaystyle A=\{-1,-2\},B=\mathbb {N} \Rightarrow (A-B)=\{-1,-2\}}
- {\displaystyle A=\{x,y\},B=\emptyset \Rightarrow (A-B)=\{x,y\}}

### علاقة الفرق المتماثل
عملية الفرق المتماثل بين مجموعتين A وB يرمز لها بـ {\displaystyle A\Delta B} ونتيجتها هي مجموعة جديدة تحوي العناصر التي تنتمي إلى مجموعة واحدة فقط.
أي أن عنصر x ينتمي إلى {\displaystyle A\Delta B} إذا وفقط إذا (x ينتمي إلى A وأيضاً x لا ينتمي إلى B) أو (x ينتمي إلى B وأيضاً x لا ينتمي إلى A)
بالرموز: {\displaystyle x\in A\Delta B\Leftrightarrow (x\in A\land x\notin B)\lor (x\in B\land x\notin A)}
المجموعة كما يدل اسمها تجمع عدة عناصر أو قد تكون فارغة. وقد تكون منتهية أي أن عدد عناصرها عدد صحيح طبيعي معلوم أو تكون غير منتهية. أو هي مجموعة الأشياء المعرفة جيدا لها صفة مميزة مشتركة بينها.

### جداء ديكارتي
الجداء الديكارتي للمجموعتين A و- B , نرمز له كالتالي: {\displaystyle A\times B} هي المجموعة كل الازواج المرتبة {\displaystyle (a,b)} بحيث أنَّ: {\displaystyle a\in A} و{\displaystyle b\in B}.
مثلا الجداء الديكارتي بين المجموعة {\displaystyle \{1,2\}} و- {\displaystyle \{{\mbox{red}},{\mbox{white}}\}} هو: {\displaystyle \{1,2\}\times \{{\mbox{red}},{\mbox{white}}\}\ =\ \{(1,{\mbox{red}}),(2,{\mbox{red}}),(1,{\mbox{white}}),(2,{\mbox{white}})\}}

### مجموعة القوة
مجموعة القوة لمجموعة ما- A عبارة عن مجموعة كل المجموعات الجزئية ل-A, وعادة ما يُرمز لها ب- {\displaystyle P(A)}.
أي ان:- {\displaystyle P(A):=\{B|B\ is\ a\ set\ and\ B\subseteq A\}}.
على سبيل المثال: المجموعة الخالية تنتمي لمجموعة القوة الخاصة باي مجموعة كانت (لأن {\displaystyle \emptyset \subseteq A} لكل مجموعة {\displaystyle A}), كما ان كل مجموعة هي مجموعة جزئية لنفسها وعليه فهي تنتمي لمجموعة القوة الخاصة بها.
امثلة أخرى:
- {\displaystyle P(\{a,b\})=\{\{\},\{a\},\{b\},\{a,b\}\}}؛
- {\displaystyle P(\emptyset )=\{\emptyset \}}.

## قوانين اساسية من جبر المجموعات
تجتمع عمليتا الاتحاد والتقاطع على المجموعات مع بعض لتؤلف ما يعرف بجبر المجموعات.
بفرض ان {\displaystyle A} و {\displaystyle B} و{\displaystyle C} ثلاث مجموعات ما والمجموعة {\displaystyle M} هي المجموعة الشاملة نسبيا نجد ما يلي:
قانونا اللانمو:
- {\displaystyle A\cap A=A}
- {\displaystyle A\cup A=A}

القانونان التجميعيان:
- {\displaystyle (A\cup B)\cup C=A\cup (B\cup C)}
- {\displaystyle (A\cap B)\cap C=A\cap (B\cap C)}

القانونان التبديليان:
- {\displaystyle A\cup B=B\cup A}
- {\displaystyle A\cap B=B\cap A}

القانونان التوزيعيان:
- {\displaystyle A\cup (B\cap C)=(A\cup B)\cap (A\cup C)}
- {\displaystyle A\cap (B\cup C)=(A\cap B)\cup (A\cap C)}

قوانين المحايد والماص:
- {\displaystyle A\cup \varnothing =A}
- {\displaystyle A\cap M=A}
- {\displaystyle A\cap \varnothing =\varnothing }
- {\displaystyle A\cup M=M}

قوانين الإتمام:
- {\displaystyle A\cup A^{C}=M}
- {\displaystyle A\cap A^{C}=\varnothing }
- {\displaystyle M^{C}=\varnothing }
- {\displaystyle \varnothing ^{C}=M}

قانون الارتداد:
- {\displaystyle {(A^{C})}^{C}=A}

قانونا دومورغان:
- {\displaystyle (A\cup B)^{C}=A^{C}\cap B^{C}}
- {\displaystyle (A\cap B)^{C}=A^{C}\cup B^{C}}

## علاقات ودوالّ

### علاقات
العلاقات هي موضوع مهم ورائج في الرياضيات، وتشكل اداة مهمة في دراسة المجموعات وعناصرها.
وبشكل دقيق: علاقة- R من مجموعة- A إلى مجموعة- B هي مجموعة جزئية للجداء الديكارتي {\displaystyle R\subseteq A\times B}, وإذا كان {\displaystyle (a,b)\in R}فنرمز {\displaystyle aRb} . وفي حال ان {\displaystyle B=A}فنقول باختصار ان العلاقة هي على المجموعة A.
مثال: العلاقة > («اصغر» المعهودة من الاعداد الحقيقية - من اليسار إلى اليمين: مثلا {\displaystyle 3<4}) على المجموعة {\displaystyle \{1,2,3\}}هي {\displaystyle \{(1,2),(1,3),(2,3)\}}, كما ان العلاقة {\displaystyle \leq }على نفس المجموعة هي {\displaystyle \{(1,1),(1,2),(1,3),(2,2),(2,3),(3,3)\}}, بينما العلاقة < على نفس المجموعة هي {\displaystyle \{(3,1),(3,2),(2,1)\}}.
هنالك أنواع مميزة من العلاقات، سنذكر بعضا منها ادناه:
لتكن- R علاقة على مجموعة معينة- A. إذاً فنقول ان R هي:
- علاقة انعكاسية: إذا تحقق ان {\displaystyle \forall a\in A,(a,a)\in R} ؛
- علاقة تماثلية: إذا تحقق ان {\displaystyle \forall a,b\in A,(a,b)\in R\Rightarrow (b,a)\in R} ؛
- علاقة متعدّية: إذا تحقق ان {\displaystyle \forall a,b,c\in A,[(a,b)\in R\ \land \ (b,c)\in R]\Rightarrow (a,c)\in R} ؛
- علاقة تكافؤ: إذا تحقق ان R هي علاقة انعكاسية، تماثلية ومتعدية معاً.
- علاقة مضادة للانعكاس: إذا تحقق ان {\displaystyle \forall a\in A,(a,a)\not \in R} ؛
- علاقةُ ترتيب جزئيّ: إذا تحقق ان R هي علاقة مضادة للانعكاس وانها متعدية معاً.
- علاقةُ ترتيب كامل: إذا تحقق ان R هي علاقة ترتيب جزئي وان كل عنصرين في A قابلان للمقارنة مع بعضهما البعض، أي {\displaystyle \forall a,b\in A,aRb\lor bRa}.

### دوالّ
دالة {\displaystyle f}من مجموعة {\displaystyle A}إلى مجموعة {\displaystyle B}هي امر افتراضي يناسب لكل عضو في {\displaystyle A}عضواً واحداً ووحيدأ من {\displaystyle B}.
ولكن علينا تعريف الدالة بشكل رياضي دقيق، وهذا يقتضي ان نعرّف كلمة «يناسب» اعلاه. سنفعل هذا بمساعدة مفهموم «العلاقة» بالشكل الاتي: دالة {\displaystyle f} من المجموعة {\displaystyle A}إلى المجموعة {\displaystyle B}هي علاقة احاديةُ القيمة من المجموعة {\displaystyle A}إلى المجموعة {\displaystyle B}, حيث ان المقصود باحادية القيمة هو ان لكل عضو في {\displaystyle A}يوجد عضو واحد ووحيد من {\displaystyle B}يحقق {\displaystyle afb}, أي
{\displaystyle \forall a\in A,\ \exists b\in B\ s.t.\ afb} وايضاً {\displaystyle \forall a\in A,[afb\land afb']\Rightarrow b=b'}.
إذا كانت {\displaystyle f}دالةً من المجموعة {\displaystyle A}إلى المجموعة {\displaystyle B}, فنكتب {\displaystyle f:A\longrightarrow B}, ويُصطلَح عادة تسمية المجموعة {\displaystyle A}بمجال {\displaystyle f}وتسمية المجموعة {\displaystyle B}بمدى {\displaystyle f}, وعناصر {\displaystyle A}بالمصادر وعناصر {\displaystyle B}الذين لديهم مصادر بالصور.
إذا كان {\displaystyle b}صورةَ {\displaystyle a}تحت الدالة {\displaystyle f}, أي {\displaystyle afb}, فغالبا ما يُشار إلى ذلك بالشكل التالي: {\displaystyle f(a)=b}.
في حال كان مفهموما ضمنا من هي الدالة التي نتحدث عنها فقد نسقط اسمها، مثلا بدل القول "مجال الدالة {\displaystyle f}" نكتفي بالقول «المجال», وهكذا.
- دالة 1-1(واحد إلى واحد): نقول ان دالة {\displaystyle f:A\longrightarrow B}هي 1-1 إذا تحقق ان لكل عنصر من {\displaystyle B}يوجد على الأكثر مصدر واحد.
- دالة غمر (على): نقول ان دالة {\displaystyle f:A\longrightarrow B}هي غمر إذا تحقق ان لكل عنصر من {\displaystyle B}يوجد على الأقل مصدر واحد.

لدالة ال 1-1 والعلى اهمية كبيرة في علم المجموعات، وهي تُدعى احيانا تكافؤاً بين مجموعتي المجال والمدى.

## اقرأ أيضاً
- علم الأجزاء